# محمد الكسائي
محمد بن عبد الله الكسائي عالم دين ومؤرخ مسلم سني (حوالي 1100م) كتب عملًا عن قصص الأنبياء. وقد وٌصفَت بأنها واحدة من أكثر الإصدارات المحبوبة للحكايات النبوية". :xix

## الأعمال
أنتج الكسائي مجموعة من قصص الأنبياء؛ ووفقًا لويلر م. ثاكستون، فإن تاريخها "غير مؤكد إلى حد كبير، على الرغم من أن الرأي السائد هو أنه لا بد أن يكون كُتبَت قبل عام 1200 بفترة وجيزة". :xixوهو يتضمن معلومات تفسيرية لم يُعثر عليها في أي مكان آخر ويتناول التفسير السابق بسرد أكثر اكتمالًا وعناصر فولكلورية من التقاليد الشفوية المفقودة الآن والتي غالبًا ما تكون موازية لتلك الموجودة في المسيحية. ويضم اثنين من الأنبياء، سام وأليعازار(عزير)، لم يُذكرا في الأدبيات اللاحقة كأنبياء. يستشهد العمل غالبًا بعبد الله بن سلام (ت. 663)، وكعب الأحبار (ت. 652)، ووهب بن منبه (ت. 730)، الذين اعتبروا من مُدخلي الإسرائيليات الأساسييين في الإسلام المبكر.:xiiiوقد ترجمه لاحقًا إلى الفارسية محمد بن حسن الديدوزامي.:xix

### الطبعات والترجمات
- الكسائي، قصة الأنبياء / حياة النبي ، أد. بقلم آي. آيزنبرغ (ليدن 1922-1923)
- محمد بن عبد الله الكسائي، قصص الأنبياء للكسائي ، ترجمة. بقلم ويلر م. ثاكستون الابن ([شيكاغو، إلينوي]: كتب عظيمة عن العالم الإسلامي، 1997)،(ردمك 187103101X)